# Ottilie Reylaender
Ottilie Reylaender (* 19. Oktober 1882 in Wesselburen; † 29. März 1965 in Berlin) war eine deutsche Malerin. Sie zählt zu den Wegbereiterinnen der modernen Kunst in Deutschland.

## Leben und Wirken

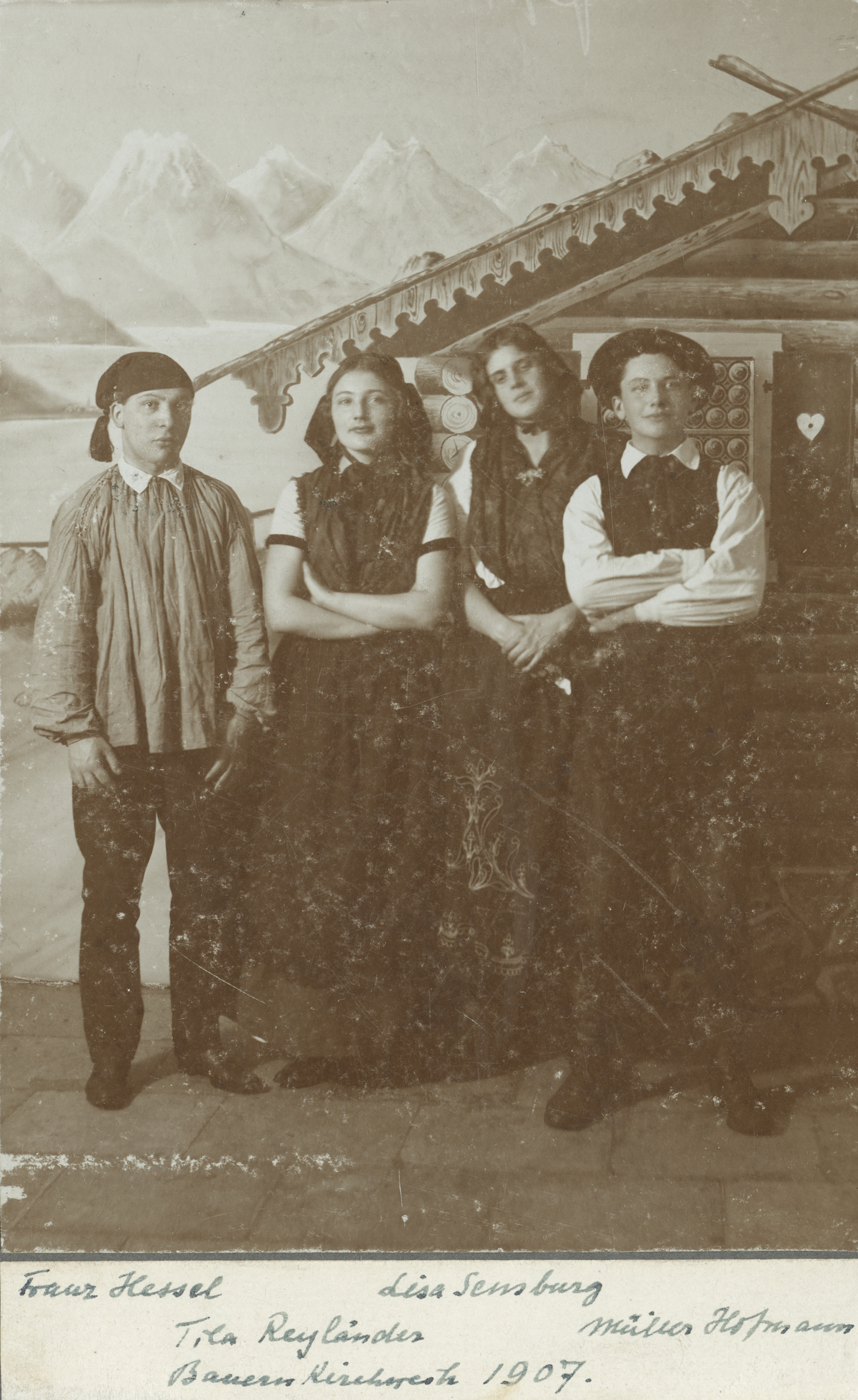
Ottilie Reylaender mit Franz Hessel und Wilhelm Müller-Hofmann auf einem Münchner Künstlerfest (Bauernkirchweih), 1907

Ottilie Reylaender wurde 1882 als Tochter einer kinderreichen Beamtenfamilie in Wesselburen geboren. Nach dem Schulabschluss zog sie 1898 aufgrund ihres zeichnerischen Talents nach Worpswede, wo sie Schülerin von Fritz Mackensen – Maler und Mitbegründer der Künstlerkolonie Worpswede – wurde und Freundschaft mit ihren Mitschülerinnen Paula Becker und Clara Westhoff schloss. Im Jahr 1900 reiste sie nach Paris, wo sie Unterkunft im Atelier von Paula Becker fand, die sich zu der Zeit nicht in der Stadt aufhielt. Reylaender besuchte dort die privaten Kunstschulen Académie Julian und Académie Colarossi, da bis 1918 Frauen an den staatlichen deutschen Kunsthochschulen nicht zugelassen waren. 1905 unternahm sie eine Italienreise mit den Bildhauerinnen Hedwig Woermann und Dora Herxheimer (1884–1963) und lernte in München den polnischen Glasmaler Bohdan von Suchocki (* 1863; † um 1955) kennen, der später für längere Zeit ihr Lebensgefährte wurde, nachdem dieser sich von Franziska zu Reventlow getrennt hatte. Im Jahr 1908 verbrachte sie die meiste Zeit in Rom und konnte im Mai ein Atelier der Villa Strohl-Fern beziehen, erhielt dort Unterstützung von Hermann Haller sowie von Paul Osswald (1883–1952). Osswald stellte den Kontakt zu Alfred Flechtheim her, der Verkäufe ihrer Bilder bewerkstelligte und sie später in das Programm seiner Galerie aufnahm. Auch schloss Reylaender 1908 Freundschaft mit dem Dichter Rainer Maria Rilke, aus der sich bis 1921 ein Briefwechsel entspann. 1910 ging sie mit Bohdan von Suchocki nach Mexiko und kümmerte sich später um dessen Sohn Bodzito. 1925 lernte sie Diego Rivera und Tina Modotti kennen. Reylaender kehrte erst 17 Jahre später, 1927, nach Deutschland zurück. Im folgenden Jahr traf sie Clara Westhoff wieder und besuchte die Malschule von Arthur Segal.
1929 heiratete sie den Pädagogen Traugott Böhme, der ständige Wohnsitz des Ehepaars war Berlin. Nach dem Zweiten Weltkrieg gründete sie zusammen mit Oda Hardt-Rösler die private Malschule Das Atelier im Freien. 1954 starb Böhme; Ottilie Reylaender-Böhme wurde 1965 an seiner Seite beigesetzt.
Ottilie Reylaender schuf neben frühen Mädchen- und Bauernporträts, die unter dem Einfluss Paula Modersohn-Beckers stehen, zahlreiche Landschaftsbilder aus der Heimat und später aus den von ihr bereisten Ländern. In Mexiko schuf sie Porträts von Indianern.
Unter dem Begriff der sogenannten „Malweiber“ wurde ihr Werk neben anderen Künstlerinnen 2013 in der Worpsweder Kunsthalle mit dem Motto „Malerinnen im Aufbruch: Frauen erobern um 1900 die Kunst“ ausgestellt.

## Ausstellungen (Auswahl)
- 1912 Sonderbundausstellung, Köln
- 1924: Ausstellungen Galerie Flechtheim, Berlin und Worpsweder Kunstschau H. Seekamp
- 1928: Kunstverein Hamburg
- 1929: Ausstellungen im Paula Modersohn-Becker-Haus, Bremen und im Verein der Berliner Künstlerinnen
- 1942: Ausstellung 75 Jahre Verein der Berliner Künstlerinnen
- 1943: Ausstellung im Kunstverein Hannover, Vernichtung aller Bilder durch einen Bombenangriff
- 1949: Ausstellung Archivarion Berlin
- 1957: Ausstellung im Delphi-Haus, Berlin
- 1959: Ausstellung im Berliner Kunstkabinett
- 1996/97: Garten der Frauen, Ausstellung im Sprengel Museum, Hannover, anschließend im Von der Heydt-Museum, Wuppertal. Sie zeigte Werke von sieben Künstlerinnen, klassifiziert als „Wegbereiterinnen der Moderne in Deutschland“: Erma Bossi, Käte Lassen, Paula Modersohn-Becker, Gabriele Münter, Ottilie Reylaender, Clara Rilke-Westhoff, Marianne von Werefkin
- 2013: Gemeinschaftsausstellung Malerinnen im Aufbruch, Worpsweder Kunsthalle
- 2015: Ausstellung KunstWege – LebensZeichen, Worpsweder Kunsthalle[10]
- 2015/16: Ausstellung Ottilie Reylaender. Worpswede – Mexiko, Kunstkaten Ahrenshoop[11]

## Sekundärliteratur
- Nina Lübbren: Ottilie Reylaender. Eine Malerin in Worpswede um die Jahrhundertwende. Magisterarbeit, Kunsthistorisches Institut, Freie Universität Berlin, 1990.
- Brigitte Doppagne: Ottilie Reylaender: Stationen einer Malerin. Worpsweder Verlag, Worpswede 1994, ISBN 3-89299-170-7
- Ulrich Krempel, Susanne Meyer-Büser (Hrsg.): Garten der Frauen. Wegbereiterinnen der Moderne in Deutschland. 1900–1914. Ars Nicolai, Berlin 1996, ISBN 3-87584-994-9
- Christoph Otterbeck: Europa verlassen. Künstlerreisen am Beginn des 20. Jahrhunderts. Böhlau, Köln 2007, ISBN 978-3-412-00206-0, S. 196–206 (teilweise online)
- Bernd Stenzig (Hrsg.): Rainer Maria Rilke: Die Briefe an Ottilie Reylaender 1908–1921. In: Blätter der Rilke-Gesellschaft. Bd. 27/28. Frankfurt am Main u. Leipzig 2007. S. 187–232.
- Heiner Egge: Tilas Farben: Ein Roman über Ottilie Reylaender. Atelier im Bauernhaus, Fischerhude 2013, ISBN 978-3-88132-380-2